# Karol III
Karol III (ang. Charles Philip Arthur George; ur. 14 listopada 1948 w Londynie) – król Zjednoczonego Królestwa Wielkiej Brytanii i Irlandii Północnej oraz 14 innych suwerennych królestw Wspólnoty, w tym ich terytoriów i obszarów zależnych, od 8 września 2022. Ponadto głowa Wspólnoty, głowa Kościoła Anglii (Obrońca Wiary) i naczelny dowódca Brytyjskich Sił Zbrojnych.
Pochodzi z dynastii Windsorów. Jest pierworodnym synem królowej Elżbiety II i jej małżonka Filipa, księcia Edynburga. Od urodzenia nosił tytuł Jego Królewskiej Wysokości Księcia Karola z Edynburga. Po śmierci dziadka w 1952, gdy matka wstąpiła na tron Zjednoczonego Królestwa, zajął pierwsze miejsce w linii sukcesji brytyjskiego tronu, otrzymując tytuł księcia Kornwalii. W 1958, w wieku dziesięciu lat, nadano mu tytuł księcia Walii. W 2021 został księciem Edynburga, przejmując tytuł po swoim ojcu, który zmarł 9 kwietnia. Od 20 kwietnia 2011 zajmował pozycję najdłużej oczekującego następcy tronu w historii brytyjskiej rodziny królewskiej, a 19 września 2013 został najstarszym następcą tronu w dziejach Wielkiej Brytanii. Po śmierci Elżbiety II, 8 września 2022 został królem Zjednoczonego Królestwa i jednocześnie najstarszym wstępującym na tron brytyjski. Jego koronacja miała miejsce 6 maja 2023 w Opactwie Westminsterskim.
W latach 1981–1996 był żonaty z Dianą Spencer, z którą ma dwóch synów, księcia Wilhelma (ur. 1982) i księcia Henryka (ur. 1984), którzy zajmują kolejno pierwsze i piąte miejsce w linii sukcesji do brytyjskiego tronu. W 2005 wziął ślub z Kamilą Shand, znaną także pod nazwiskiem Parker Bowles. W 1970 ukończył Kolegium Trójcy Świętej Uniwersytetu w Cambridge i został pierwszym brytyjskim następcą tronu w historii, który uzyskał tytuł zawodowy. W latach 1971–1976 służył w Królewskich Siłach Powietrznych (Royal Air Force) i w Królewskiej Marynarce Wojennej (Royal Navy). Jako następca tronu zaangażowany był w działalność publiczną i charytatywną. Reprezentował swoją matkę w oficjalnych wystąpieniach i patronował ponad 400 organizacjom. W 1976 założył The Prince’s Trust – fundację, która wspiera młodych ludzi w ich rozwoju.

## Rodzina i edukacja
Urodził się 14 listopada 1948 o godz. 9:14 w Pałacu Buckingham w Londynie poprzez cesarskie cięcie. Przy porodzie odbierał go sir William Gilliatt, od 1946 przewodniczący Królewskiego Koledżu Położnictwa i Ginekologii (Royal College of Obstetricians and Gynaecologists); w 2014 ówczesny następca tronu ujawnił, że Gilliatt wcześniej odebrał przy porodzie także jego późniejszą drugą żonę, Kamilę Shand. Jest synem Filipa, księcia Edynburga i jego żony, Elżbiety, księżnej Edynburga, która w latach 1952–2022 zasiadała na brytyjskim tronie jako Elżbieta II, zaś jego dziadkami byli: książę Andrzej z Grecji i Danii i Alicja, księżniczka Battenbergu (ze strony ojca) oraz Jerzy VI, król Zjednoczonego Królestwa i jego żona, Elżbieta Bowes-Lyon (ze strony matki). Ma troje młodszego rodzeństwa: Annę (ur. 1950), Andrzeja (ur. 1960) i Edwarda (ur. 1964).
O narodzinach Karola poinformowano opinię publiczną tuż przed północą w dniu porodu. Redakcja czasopisma „The Times” określiła je jako „wydarzenie w skali narodowej i imperialnej” w związku z tym, że Karol był pierwszym od 1042 następcą tronu z częściowo duńskim pochodzeniem (za sprawą ojca). 

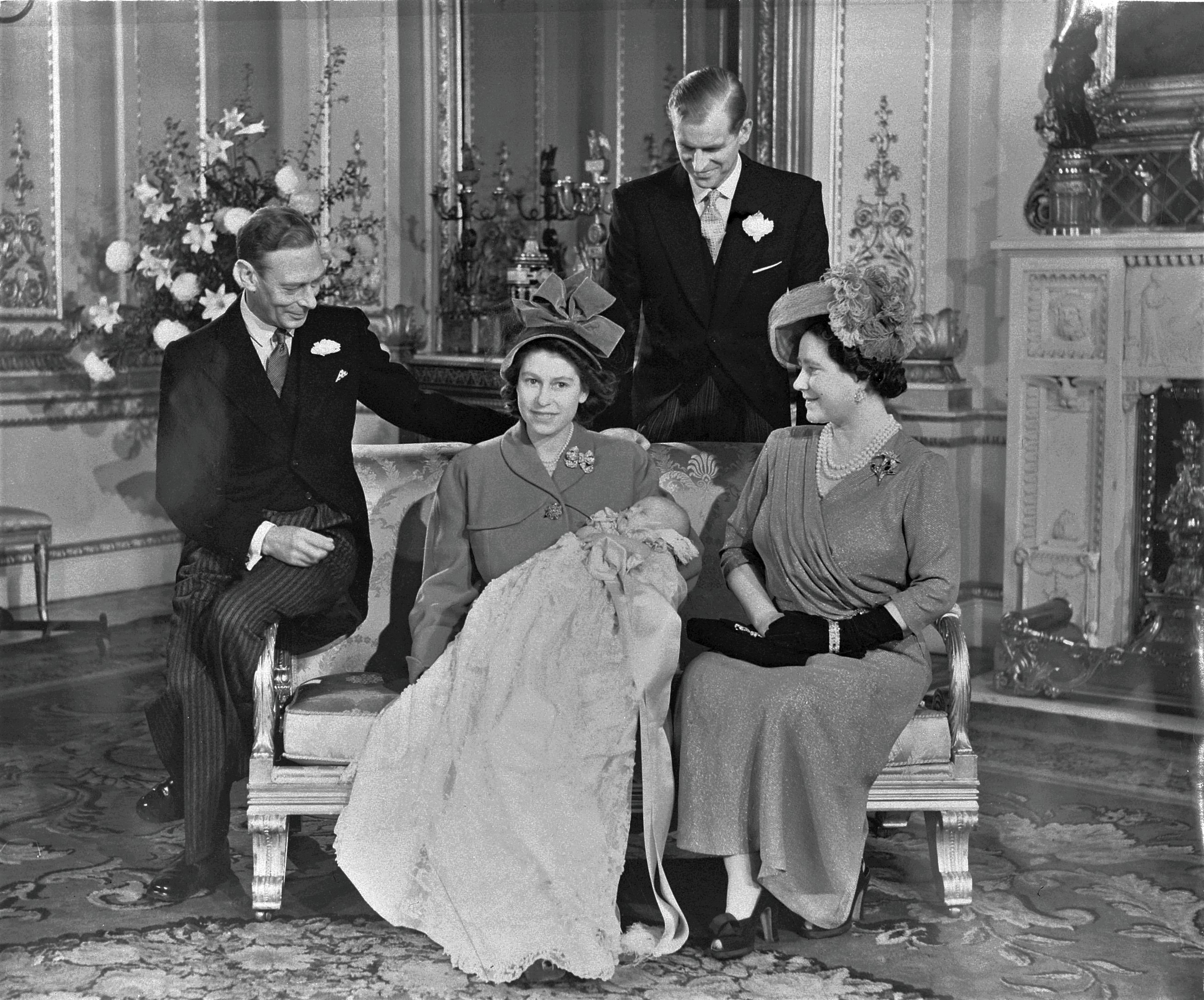
Karol w ramionach matki na zdjęciu rodzinnym wykonanym po uroczystości chrztu (1948)

Został ochrzczony 15 grudnia 1948 w kościele anglikańskim w Pokoju Muzycznym Pałacu Buckingham. Otrzymał tradycyjne imiona w historii brytyjskiej rodziny królewskiej – Karol Filip Artur Jerzy. Jego rodzicami chrzestnymi zostali: król Zjednoczonego Królestwa Jerzy VI (dziadek ze strony matki), król Norwegii Haakon VII (w jego imieniu wystąpił hrabia Althone), królowa-matka Zjednoczonego Królestwa Maria (prababka ze strony matki), hrabina Snowdon Małgorzata (siostra matki), książę grecko-duński Jerzy (w jego imieniu wystąpił książę Edynburga), markiza-wdowa Milford Haven Wiktoria (prababka ze strony ojca), lady Patricia Brabourne (kuzynka ojca) i David Bowes-Lyon (krewny ze strony matki). Ceremonii przewodniczył arcybiskup Canterbury, Geoffrey Fisher. W dorosłym życiu został ojcem chrzestnym 32 osób.
Odkąd skończył osiem miesięcy, wychowywał się w Clarence House. Z racji licznych obowiązków królewskich jego matki i służby ojca w marynarce wojennej przez większość dnia zajmowały się nim niańki: do grudnia 1948 jego opiekunką była Helen Rowe, a następnie – Helen Lightbody i Mabel Anderson. Często wysyłany był także do Sandringham do dziadków, króla Jerzego VI i Elżbiety, królowej matki. Wiosną 1952, po objęciu tronu przez jego matkę, przeprowadził się z rodzicami do Pałacu Buckingham. Od tamtej pory jeszcze rzadziej widywał się z rodzicami, a z racji ich częstych wyjazdów zagranicznych zdarzało się, że nie widział ich przez kilka miesięcy. Był surowo wychowywany przez ojca, który stosował wobec niego kary cielesne, co wpłynęło na wybuchowy, nerwowy i nadwrażliwy charakter Karola. Był nieśmiałym, wrażliwym, biernym i uległym ojcu dzieckiem, a w okresie dorastania mierzył się z niską samooceną i czuł się nieprzystosowany do społeczeństwa. W kwietniu 1954 odbył swoją pierwszą zagraniczną podróż, dołączając do rodziców podczas wizyty w Valletcie.

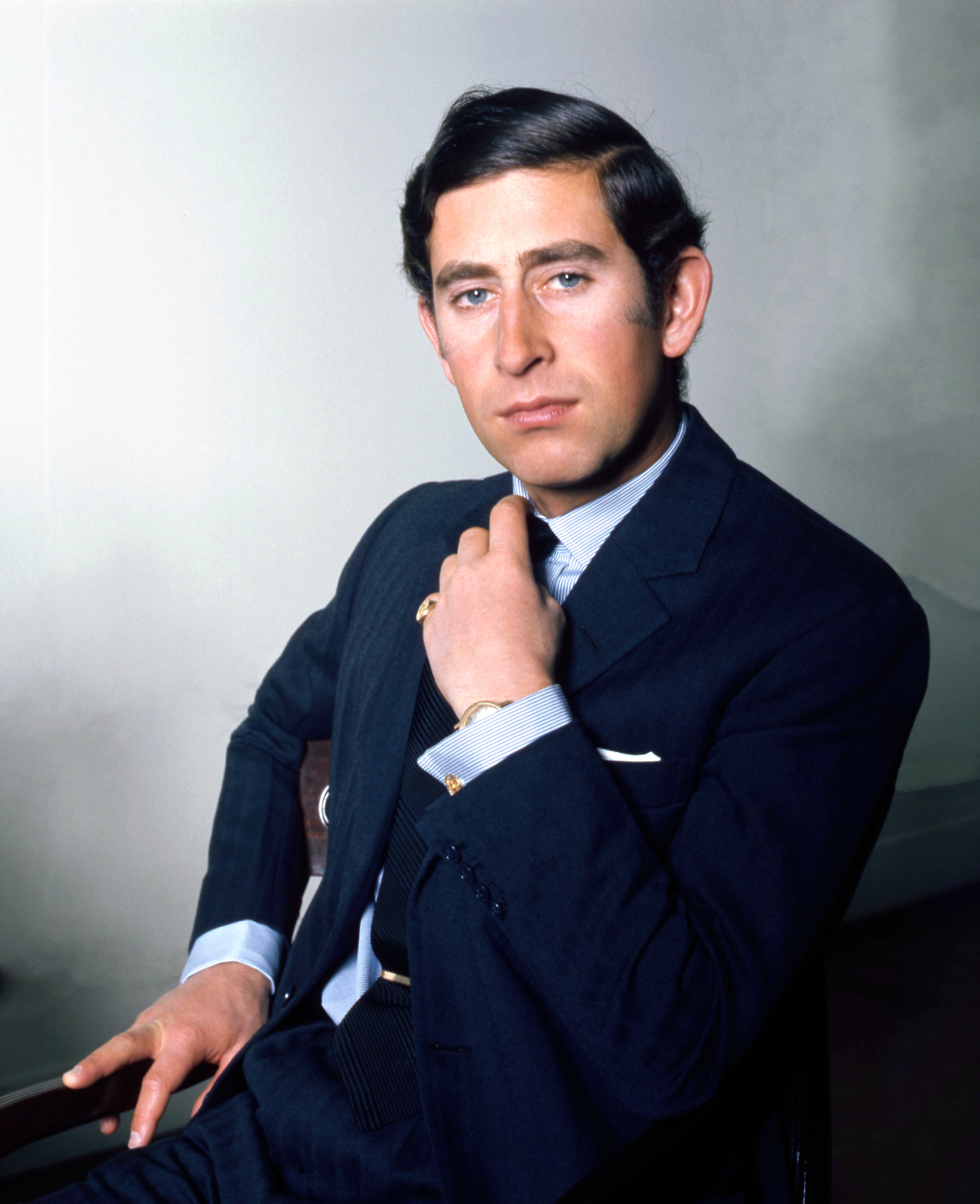
Karol (1972)

Kiedy miał pięć lat, rozpoczął edukację domową i – według nauczycielki, Catherine Peebles – uczył się pilnie i sumiennie, choć nie był zdolnym uczniem, miał trudności z koncentracją i nie wykazywał zainteresowania zdobywaniem wiedzy. W listopadzie 1956 rozpoczął naukę w prywatnej Hill House School w West London. Z powodu słabego zdrowia (był słaby fizycznie, często chorował na grypę, a wiosną 1957 przeszedł operację usunięcia migdałków) często opuszczał lekcje. W latach 1957–1962 uczęszczał do szkoły z internatem Cheam School w hrabstwie Berkshire, przy czym w 1962 został wybrany na starostę szkoły. W międzyczasie przeszedł podstawowy kurs zapasów i boksu. W szkole interesował się głównie historią, a później także archeologią. Od kwietnia 1962 uczył się w szkole Gordonstoun w północno-wschodniej Szkocji. Udzielał się w szkolnym teatrze, w którym dostrzeżone zostały jego zdolności aktorskie i recytatorskie. Ze względu na królewskie pochodzenie był izolowany przez szkolnych rówieśników, którzy traktowali go ozięble, innym razem zastraszali i szturchali, a niekiedy stosowali wobec niego przemoc fizyczną, np. ciągnęli za uszy, bili ręcznikami i wkładali głowę do toalety. W tym okresie wyrobił certyfikat ratownika na publicznym kąpielisku w Elgin, po czym wstąpił do szkolnej drużyny ratowniczej. Pogłębiał zainteresowanie muzyką: grał na pianinie, trąbce i wiolonczeli oraz śpiewał w chórze, poza tym rozwijał umiejętności garncarskie. W roku szkolnym 1965/1966 spędził dwa semestry w Geelong Church of England Grammar School w Geelong w Australii. W tym okresie, w ramach praktyk historycznych odwiedził Papuę-Nową Gwineę. Po powrocie do kraju jesienią 1966 został starostą szkoły Gordonstoun, którą ukończył w lipcu 1967 po zaliczeniu egzaminów z historii i języka francuskiego. Po ukończeniu szkoły średniej uzyskał tytuł bakałarza z historii na Uniwersytecie w Cambridge, co czyni go pierwszym następcą tronu z tytułem naukowym. Z wykształcenia jest archeologiem, specjalizuje się w historii wypraw krzyżowych. W trakcie studiów występował w przedstawieniach akademickiej grupy teatralnej Dryden Society, rozwijał umiejętności aktorskie w Kolegium Trójcy Świętej (Trinity College) w Cambridge i udał się na semestralny wyjazd na Uniwersytecie Walijskim w Aberystwyth, gdzie uczył się języka walijskiego. Studiował także w Akademii Królewskich Sił Powietrznych w Cranwell i ukończył kurs na Britannia Royal Naval College w Dartmouth.

## Członek rodziny królewskiej

### Status i znaczenie
Urodził się za panowania swojego dziadka, króla Jerzego VI, jako druga osoba w kolejce do odziedziczenia brytyjskiego tronu, po swojej matce. Jako syn brytyjskiego księcia, po urodzeniu otrzymał tytuł Jego Królewskiej Wysokości Księcia z Edynburga. 6 lutego 1952 po śmierci króla Jerzego VI matka Karola, wówczas 26-letnia Elżbieta, została kolejnym brytyjskim monarchą, a książę – bezpośrednim następcą tronu. Tego samego dnia otrzymał tytuły księcia Kornwalii i księcia Rothesay. 2 czerwca 1953 uczestniczył w koronacji królowej Elżbiety II w Opactwie Westminsterskim. 26 lipca 1958 królowa wydała dekret, w którym nadała Karolowi tytuły księcia Walii i hrabiego Chester. Uroczystość przyjęcia przez Karola księstwa Walii odbyła się 1 lipca 1969 w zamku w Caernarfon. Wydarzenie zostało zakłócone przez wybuch bomby oraz zachowanie chuliganów, którzy rzucali jajkami w powóz królowej. Już w sierpniu 1968 królowa zgłosiła do Scotland Yardu konieczność zwiększenia ochrony jej syna w związku z poczynaniami walijskich ekstremistów.
W lutym 1970 został formalnie wprowadzony do Izby Lordów. W maju 1977 został przyjęty do Royal Society of Edinburgh jako najmłodsza osoba w historii tej organizacji.

### Służba wojskowa
8 marca 1971 rozpoczął szkolenie się na pilota odrzutowca w bazie Królewskich Sił Powietrznych (Royal Air Force) Cranwell w hrabstwie Lincolnshire. Początkowo latał samolotem szkolno-treningowym Chipmunk, a po zdaniu egzaminu praktycznego na licencję pilota szeregowego i otrzymaniu wstępnej odznaki lotniczej na samolocie Chipmunk przeniósł się na samolot Basset CC.1, na którym wylatał 90 godzin. Później rozpoczął pełnowymiarowe szkolenie odrzutowcowe w randze porucznika lotnictwa. Zaczął od dwutygodniowego szkolenia teoretycznego z przedmiotów technicznych, a następnie uczestniczył w wykładach ze sztuki pilotażu, aerodynamiki, meteorologii, medycyny lotniczej i nawigacji. 19 marca 1971 odbył swój pierwszy lot odrzutowcem. Jego instruktorem był główny marszałek lotnictwa, sir Richard Johns. 31 marca zasiadł za sterami odrzutowca Provost.
Po tym, jak zemdlał na paradzie wojskowej we wrześniu 1971, postanowił rozpocząć karierę w Królewskiej Marynarce Wojennej (Royal Navy). 15 września 1971 zapisał się na sześciotygodniowy kurs w Britannia Royal Naval College w Dartmouth. Dwa miesiące później został skierowany do służby na niszczycielu rakietowym HMS „Norfolk”, a następnie na fregatach HMS „Minerva” i HMS „Jupiter”. Służąc na „Minervie”, podczas patrolu w Indiach Zachodnich, został oficerem artylerii. Po 11 miesiącach spędzonych na pokładzie „Minervy” przeniesiono go na krótki czas na siostrzany okręt HMS „Jupiter”, pływający po Pacyfiku, po czym wrócił do Anglii, aby uczyć się lotnictwa morskiego. W ciągu 45 dni wylatał 105 godzin za sterami śmigłowca Wessex Mk5 w 707 Eskadrze Lotnictwa Morskiego i uzyskał nagrodę dla najlepszego pilota śmigłowcowego. Następnie udał się na służbę w 845 Eskadrze Lotnictwa Morskiego, w ramach której odbywał ćwiczenia na lotniskowcu HMS „Hermes” w Kanadzie. W 1974 uzyskał kwalifikacje pilota śmigłowca w bazie marynarki wojennej RNAS Yeovilton, po czym powrócił do służby w 845 Eskadrze Lotnictwa Morskiego na HMS „Hermes”. W lutym 1976 objął stanowisko dowódcy trałowca typu Ton HMS „Bronington”. 
W grudniu 1976 zakończył służbę w Królewskiej Marynarce Wojennej. W 1977 został mianowany szefem Pułku Spadochronowego, a w następnym roku wziął udział w kursie spadochronowym w bazie Królewskich Sił Powietrznych Brize Norton. Swój pierwszy skok ze spadochronem wykonał jednak dużo wcześniej, bo już w 1971, nad Zatoką Studland w hrabstwie Dorset.
Po odejściu z czynnej służby wojskowej nadal ściśle współpracował z Siłami Zbrojnymi. W 2012 otrzymał od królowej Elżbiety II najwyższe stopnie we wszystkich trzech rodzajach sił zbrojnych – feldmarszałka, admirała floty i marszałka Królewskich Sił Powietrznych. Po śmierci królowej, we wrześniu 2022, objął funkcję naczelnego dowódcy Brytyjskich Sił Zbrojnych. Miesiąc później został generałem kapitanem Królewskiej Piechoty Morskiej (Royal Marines), przejmując tę rangę po swoim synu, księciu Sussexu Henryku, który utracił ją w lutym 2021, w następstwie zrezygnowania rok wcześniej wraz z żoną Meghan z pełnienia oficjalnych funkcji w rodzinie królewskiej.

### Oficjalne wizyty zagraniczne
Jako następca tronu regularnie odbywał podróże zagraniczne, wypełniając obowiązki w imieniu monarchy. W grudniu 1967 uczestniczył w zastępstwie królowej w pogrzebie Harolda Holta, premiera Australii. W 1968 wizytował na Malcie, gdzie wydał przyjęcie w Pałacu St Anton, oficjalnej rezydencji prezydenta, a także wziął udział w meczu polo z okazji 100-lecia All Malta Polo Club. W 1969 wygłosił w języku walijskim wystąpienie na zakończenie festiwalu Urdd National Eisteddfod, ale jego przemowa była zakłócona przez bojowych nacjonalistów, których jednak po jakimś czasie powstrzymała policja. W 1970 odbył oficjalne wizyty w Australii, Hongkongu, Nowej Zelandii i Japonii (uczestniczył tam w międzynarodowych targach Expo), Kanadzie i Stanach Zjednoczonych oraz na Fidżi, a także – w imieniu królowej – uczestniczył w pogrzebie Charles’a de Gaulle’a w Paryżu. W 1978 odbył oficjalną podróż do Belgii, gdzie odwiedził Komisję Europejską. W 1979 odbył sześciotygodniową wizytę w Australii i Kanadzie. W 1983 wraz z księżną Walii Dianą i z dziewięciomiesięcznym synem Wilhelmem udał się w podróż do Australii. W 1984 reprezentował królową na obchodach Święta Niepodległości w Brunei, poza tym wyruszył w podróż dyplomatyczną po krajach Afryki (Tanzania, Zambia, Zimbabwe i Botswana), udał się do Papui-Nowej Gwinei, gdzie – w imieniu królowej – otworzył nowy gmach parlamentu w Port Moresby oraz wizytował we Francji, w Monako i Holandii. W 1985 wyruszył w oficjalne podróże do Norwegii, Niemiec, Włoch i Watykanu, a także – w towarzystwie księżnej Diany – odbył kilkudniową wizytę w Stanach Zjednoczonych, która obejmowała m.in. spotkanie z Ronaldem i Nancy Reaganami oraz udział w gali charytatywnej zorganizowanej przez Armanda Hammera w Palm Springs. W 1985 zaliczył 240 wystąpień publicznych, w 1986 – 312, a w 1987 – 340. W maju 1986 wygłosił mowę na uroczystym otwarciu festiwalu sztuki w Kanadzie. W 1987 i 1988 odbył oficjalne wizyty m.in. w Suazi, Indonezji, Malawi, Kenii, Hongkongu, Nigerii, Kamerunie, Węgrzech, Hiszpanii i Australii. W 1993 odbył oficjalne wizyty zagraniczne m.in. do Meksyku, Czechosłowacji i Turcji, a w 1994 udał się w kolejną dyplomatyczną podróż do Australii, gdzie 26 stycznia podczas obchodów Święta Australii w Sydney padł ofiarą próby zamachu na jego życie; napastnik David Kang został oskarżony o wywołanie zagrożenia, ale wyszedł z aresztu za kaucją. W 1997 Karol wraz z synem Henrykiem spotkał się z Nelsonem Mandelą w Johannesburgu. Uczestniczył w zastępstwie królowej w pogrzebach światowych przywódców: Rolanda Reagana (2004), Nelsona Mandeli (2013) i George’a H.W. Busha (2018).
Czterokrotnie był w Polsce. W maju 1993 odwiedził Warszawę, Gdańsk i Kraków. Zachęcając do ułatwienia handlu między Polską a Wielką Brytanią, w wystąpieniu przyznał, że sam posiada polską krew. W czerwcu 2002 spotkał się w Krakowie z osobami, które przeżyły holokaust, oraz ze społecznością żydowską. W kwietniu 2008 razem z Kamilą przybył do Krakowa, gdzie otworzył centrum żydowskie i zwiedził Wawel. W marcu 2010 podczas wizyty w Polsce spotkał się z prezydentem Polski Lechem Kaczyńskim. Po katastrofie lotniczej w Smoleńsku, do której doszło w kwietniu 2010 i w której zginął prezydent i 95 innych osób, Karol przekazał swoje kondolencje, ale z powodu wybuchu wulkanu na Islandii nie dotarł na uroczystości pogrzebowe prezydenta i jego małżonki w Krakowie.
W marcu 2019 razem z księżną Kornwalii zostali pierwszymi członkami rodziny królewskiej w dziejach, którzy odwiedzili Kubę. 24 stycznia 2020 w trakcie swojej pierwszej wizyty w Jerozolimie odwiedził grób babki, księżnej Alicji. Wziął udział w izraelskich obchodach 75. rocznicy uwolnienia obozu koncentracyjnego Auschwitz-Birkenau.

### Ochrona środowiska

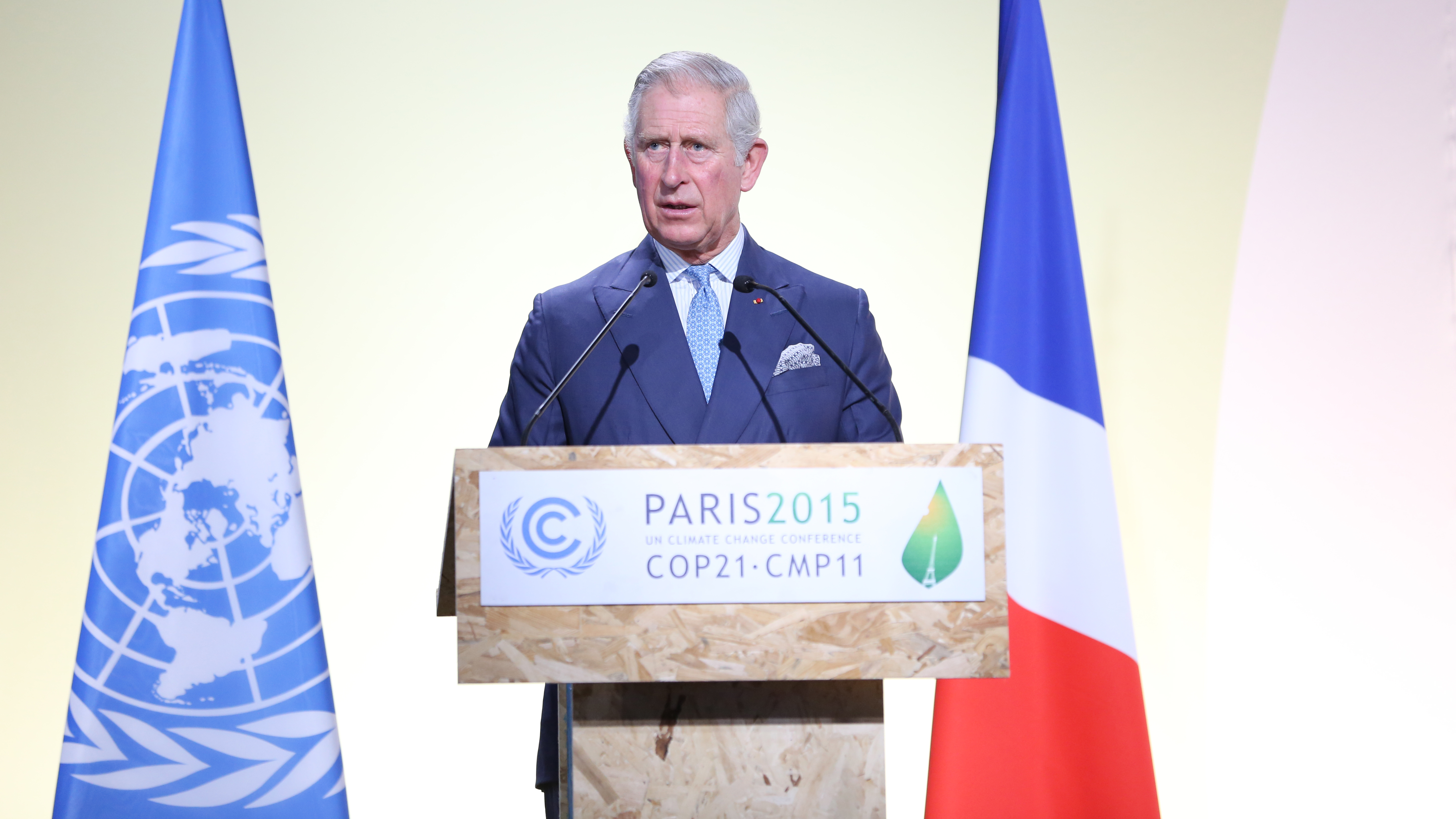
Karol przemawiający na otwarciu Konferencji Narodów Zjednoczonych w sprawie Zmian Klimatu (COP21) w Paryżu (2015)

Karol od lat 70. XX wieku interesuje się zagadnieniami związanymi z ekologią i ochroną środowiska, m.in. zmianami klimatycznymi i zrównoważonym rolnictwem. W 1970, jako honorowy przewodniczący Walijskiego Komitetu Ochrony Krajobrazu, wygłosił przemówienie o negatywnych skutkach zanieczyszczenia środowiska na Europejskim Roku Ochrony Przyrody w Cardiff, a także ufundował nagrodę księcia Walii za projekty działań prowadzących do większego zrozumienia dla miejskiego i wiejskiego otoczenia. W 1981 napisał artykuł dla czasopisma „Observer”, w którym pochwalił działalność Grupy Rozwoju Technologii Pośrednich dbającej o inspirowanie krajów Trzeciego Świata do rozwoju. Wystąpił w ekologicznym filmie Jamesa Hawesa Ziemia w równowadze (The Earth in Balance, 1990) zrealizowanym dla BBC.
W 1998 napisał do premiera Wielkiej Brytanii Tony’ego Blaira list, w którym skrytykował rozwój genetycznie modyfikowanej żywności. W liście zarzucił przemysłowi biotechnologicznemu i naukowcom „coraz bardziej gorączkowe działania promocyjne”, a także pochwalił Blaira za zgodę na spotkanie z przeciwnikami modyfikacji genetycznych, broniąc ich przed zarzutem, że są „histeryczni, skrajni i antypostępowi”. Z powodu troski o środowisko Karol jest na częściowo wegańskiej diecie.
W 2009, w przemówieniu podczas ceremonii otwarcia ministerialnej części Konferencji Narodów Zjednoczonych w sprawie Zmian Klimatu (COP15) w Kopenhadze, Karol stwierdził, że „przetrwanie gatunku” jest zagrożone, a także że światowi przywódcy są winni „naszym dzieciom i wnukom”, żeby coś zmienić.
W 2014 wraz z synami założył konsorcjum United for Wildlife mające na celu zwalczanie nielegalnego handlu zwierzętami.
W 2015, podczas otwarcia Konferencji Narodów Zjednoczonych w sprawie Zmian Klimatu (COP21) w Paryżu ówczesny książę Walii powiedział, że globalne ocieplenie jest największym z zagrożeń, z którymi mierzy się ludzkość, a światowi przywódcy obecni na konferencji muszą podjąć niezwłoczne działania na rzecz ochrony planety dla przyszłych pokoleń.
W styczniu 2020 podczas Światowego Forum Ekonomicznego w Davos wygłosił przemówienie, w którym ostrzegał przed zbliżającą się katastrofą związaną ze zmianami klimatu i spotkał się ze szwedzką aktywistką klimatyczną Gretą Thunberg.
W 2021, podczas przemówienia na zorganizowanym na marginesie szczytu grupy G20 w Rzymie spotkaniu przedstawicieli krajów uprzemysłowionych G20 stwierdził, że nadchodząca Konferencja Narodów Zjednoczonych w sprawie Zmian Klimatu (COP26) w Glasgow jest „saloonem ostatniej szansy”, aby uratować świat przed wymykającymi się spod kontroli zmianami klimatycznymi, a ponadto dodał, że „nadszedł czas, aby odłożyć na bok dzielące nas różnice i wykorzystać tę wyjątkową okazję do rozpoczęcia istotnego zielonego uzdrowienia poprzez skierowanie światowej gospodarki na pewną, zrównoważoną trajektorię, a tym samym ocalenie naszej planety”. Podczas otwarcia COP26 powiedział, że żeby walczyć ze zmianami klimatycznymi „potrzebujemy wielkiej kampanii w stylu wojskowym, aby zarządzać siłą globalnego sektora prywatnego”.

### Architektura i urbanistyka
Architektura i urbanistyka stanowią przedmiot szczególnego zainteresowania Karola. Na przestrzeni lat chętnie wypowiadał się i pisał teksty zarówno na temat architektury, jak i powinności architektów, ich odpowiedzialności i powagi ich zawodu. Wiele uwagi w swoich wypowiedziach i tekstach poświęcał sposobowi budowania miast po II wojnie światowej, charakteryzującemu się modernistycznym strefowaniem i tworzeniem kolejnych przedmieść. Począwszy od 1986, założył kilka zajmujących się szeroko rozumianą „walką o zrównoważone podejście do tego, jak żyjemy i budujemy nasze społeczności” organizacji: The Prince’s Foundation for Building Community, The Prince’s Regeneration Trust, The Great Steward of Scotland’s Dumfries House Trust i The Prince’s School of Traditional Arts, które w 2018 zostały połączone w The Prince’s Foundation, a w 2023 – przemianowane w The King’s Foundation.
Jest radykalnym przeciwnikiem modernizmu, nie ceni też postmodernizmu. 30 maja 1984 wygłosił przemówienie z okazji 150. rocznicy powstania Królewskiego Instytutu Architektów Brytyjskich, na którym skrytykował stworzony w latach 60. XX wieku na zlecenie lorda Petera Palumbo przez Ludwiga Miesa van der Rohego projekt wieżowca Mansion House Square, mającego powstać w City of London, a także projekt proponowanej rozbudowy londyńskiej Galerii Narodowej (National Gallery), autorstwa biura architektonicznego Ahrends, Burton and Koralek. Wieżowiec Miesa van der Rohego nazwał „gigantycznym szklanym kikutem, lepiej pasującym do centrum Chicago niż do City of London”, a rozbudowę Galerii Narodowej biura Ahrends, Burton and Koralek określił jako „potworny czyrak na twarzy ukochanego i eleganckiego przyjaciela”. Ostatecznie na miejscu planowanego wieżowca zbudowano postmodernistyczny budynek No 1 Poultry, zaprojektowany przez Jamesa Stirlinga, a rozbudowę National Gallery przeprowadzono według – zaakceptowanego przez Karola – postmodernistycznego projektu autorstwa Roberta Venturiego i Denise Scott Brown.
We współpracy z Christopherem Martinem z BBC przygotował film Wizja Brytanii (A Vision of Britain, 1988), w którym przedstawił problemy dotyczące architektury i środowiska. W następnym roku wydał książkę o tym samym tytule, w której zebrał myśli i idee związane z urbanistyką oraz architekturą; m.in. wyraził wyrazisty pogląd na temat wartości architektury tradycyjnej i związanej z danym regionem, wernakularnej, lokalnej, utrzymanej w klasycznych formach i proporcjach; podkreślił też, że nie ceni mało przyjaznej ludziom współczesnej urbanistyki, za to przychyla się do założeń Nowej Urbanistyki (New Urbanism) zakładającej budowę miast z tradycyjnym układem ulic, pierzejami i placami, a przede wszystkim z dość gęstą i wielofunkcyjną zabudową. Wyrażone w książce wizje architektoniczno-urbanistyczne Karola III odzwierciedla budowane od 1993 na zachodnich peryferiach Dorchester w hrabstwie Dorset eksperymentalne miasto Poundbury. Karol pod koniec lat 80. XX wieku współpracował z lokalnym organem planistycznym, Radą Okręgu West Dorset, przy tworzeniu modelu planowanego nowego miasta, a następnie zaangażował do zaprojektowania jego ogólnej koncepcji Léona Kriera. Krier zaprojektował Poundbury w oparciu o idee Nowej Urbanistyki, z gęstą, kameralną i mającą tradycyjną architekturę zabudową, oferującą w bliskiej odległości większość potrzebnych do życia funkcji.
W 2010 utworzył Prince’s Countryside Fund, organizację mającą wspierać niewielkie farmy rodzinne; w 2023 fundację przemianowano na Royal Countryside Fund. 
W 2014 magazyn „Architectural Review” poprosił Karola o spisanie jego głównych koncepcji dotyczących projektowania, urbanistyki i architektury. Książę napisał na ten temat obszerny artykuł i spuentował go 10 punktami dotyczącymi tego, co – jego zdaniem – jest najważniejsze przy projektowaniu miast i budynków: poszanowania krajobrazu, architektury jako języka, znaczenia skali, harmonii, tworzenia dobrze zaprojektowanych zespołów zabudowy, znaczenia materiałów, znaków i obiektów użytkowych w przestrzeniach publicznych, pieszego jako głównego punktu procesu projektowania, gęstości i elastyczności.

### Ogrodnictwo i rolnictwo ekologiczne
W 1980 zajął się ogrodnictwem, tworząc – z pomocą lady Miriam Rothschild – ogród na terenie zakupionej w poprzednim roku posiadłości Highgrove w hrabstwie Gloucestershire. W jednym z późniejszych wywiadów stwierdził, że rozmawia z drzewami i roślinami w swoim ogrodzie. Oprócz tworzenia ogrodu rozpoczął proces przekształcania znajdującej się na terenie posiadłości farmy Duchy Home Farm w całkowicie ekologiczny system rolniczy, czego kulminacją było uruchomienie w 1990 marki żywności ekologicznej Duchy Originals, której pierwszy produkt, herbatniki owsiane, trafił na rynek dwa lata później.
W 2002 stworzył – we współpracy z byłym psychologiem duchowym – „ogród uzdrawiający”, oparty na świętej geometrii i starożytnej symbolice religijnej. Ogród ten w tym samym roku został zaprezentowany na wystawie kwiatów w Chelsea.

### Sport
W wieku 19 lat zaczął brać udział w zawodach polo, którego treningi rozpoczął cztery lata wcześniej. W 1968 zdobył Puchar Księcia Ludwika w meczu z okazji 100-lecia All Malta Polo Club. 28 czerwca 1990 wskutek upadku z konia podczas meczu doznał podwójnego złamania ręki powyżej łokcia, a po operacji w Queen’s Medical Centre w Nottingham (która odbyła się dopiero na początku września) rozpoczął wielotygodniową rehabilitację. W 2015 zakończył karierę zawodniczą.
Brał udział w wyścigach konnych. W 1980 zajął drugie miejsce w wyścigu handicapowym amatorów na Ludlow Racecourse.
W 1978 zaczął trenować narciarstwo, a jego instruktorem był Charlie Palmer-Tomkinson. Od 1978 rokrocznie jeździł na wyprawy narciarskie do szwajcarskiego kurortu Klosters. W 1988 przeżył lawinę, w której zginął major Hugh Lindsey, były koniuszy królowej Elżbiety II. Mimo tragedii każdego roku wracał do Klosters, co było krytykowane przez część komentatorów w mediach. Głównej kolejce górskiej w tym kurorcie nadano nazwę „HRH The Prince of Wales”, którą zmieniono w 2022 na „The King Charles III”. W 2018 przemówił na przyjęciu zorganizowanym w Klosters na jego cześć z okazji 40. rocznicy jego pierwszej wizyty w tym kurorcie. W 2023 zrezygnował z przejażdżek narciarskich w związku z zimowym kryzysem energetycznym i ekonomicznym w Wielkiej Brytanii.
W 1975 został szóstym w historii prezesem brytyjskiego Narodowego Stowarzyszenia Strzeleckiego (National Rifle Association). W 1980 wziął udział w rozgrywanych pomiędzy Izbą Lordów i Izbą Gmin zawodach strzeleckich Vizianagram, strzelając dla Izby Lordów.
Był miłośnikiem polowań na lisy, które zostało zakazane w Anglii i Walii na mocy uchwalonej w 2004 i wprowadzonej w życie rok później odpowiedniej ustawy. W serii prywatnych listów lobbował u premiera Tony’ego Blaira na rzecz zniesienia zakazu polowań na lisy. Wcześniej, w 2002, na prywatnym spotkaniu miał powiedzieć: „Jeśli laburzystowski rząd kiedykolwiek zakaże polowań na lisy, to równie dobrze mogę opuścić ten kraj i spędzić resztę życia na jeździe na nartach”.
Jest kibicem klubu piłkarskiego Burnley F.C.

### Działalność charytatywna
W 1974 został przewodniczącym Komisji Obchodów Jubileuszu Króla Jerzego, pod którego szyldem wspierał finansowo tzw. trudną młodzież. Dwa lata później powołał własną organizację – Prince’s Trust (pol. Komitet Księcia), której głównym celem jest ułatwienie znalezienia pracy bezrobotnym Brytyjczykom, głównie młodym ludziom wkraczającym w samodzielność ekonomiczną; fundacja w 2023 została przemianowana w The King’s Trust.
W 1986 utworzył Książęcy Komitet Biznesu Młodych (Prince’s Youth Business Trust). Wspierał działania organizacji dobroczynnej Business in the Community, angażując się w kampanię na rzecz zwiększenia liczby ofert pracy w wielu zaniedbanych obszarach śródmiejskich brytyjskich miast.
W grudniu 2019 wsparł Royal British Legion, biorąc udział w nagraniu, w którym razem z matką, księciem Wilhelmem i księciem Jerzym przygotowywał pudding.

### Związki z innymi rodzinami królewskimi
Jest spokrewniony ze wszystkimi rodzinami królewskimi i książęcymi zasiadającymi na tronach europejskich państw, poprzez Jana Wilhelma Friso, księcia Oranii (1687–1711). Jego ojciec wywodzi się z greckiej i duńskiej rodziny królewskiej, a matka – z rodziny brytyjskiej. Przodkami Karola są m.in. król Danii Chrystian IX i królowa Wielkiej Brytanii Wiktoria.
Reprezentował królową Elżbietę II podczas koronacji japońskiego
cesarza Akihito, króla Holandii Wilhelma-Aleksandra i króla Lesotho Letsiego III.
Był gościem ceremonii zaślubin: Haakona, księcia koronnego Norwegii z Mette-Marit Tjessem Høiby (Oslo, 2001), Wilhelma-Aleksandra, księcia Oranii z Maksymą Zorreguiettą Cerruti (Amsterdam, 2002) i Filipa, księcia Asturii z Letycją Ortiz Rocasolano (Madryt, 2004).
Reprezentował dwór brytyjski w czasie uroczystości pogrzebowych: Clausa, księcia holenderskiego (Delft, 2002) oraz Michała I, króla Rumunii (Bukareszt, 2017).

### Media
W 1969 wystąpił w filmie dokumentalnym BBC The Royal Family (pol. Rodzina królewska). Był bohaterem filmu dokumentalnego ITV Karol: prywatny człowiek, publiczna rola (Charles: The Private Man, the Public Role, 1994), w którym opowiedział o swoim małżeństwie, niewierności, aspiracjach, wierzeniach i przyszłości. Wystąpił w roli prezentera w filmie dokumentalnym BBC The Prince and the Composer (2011) o życiu i dziełach swojego ulubionego twórcy muzycznego, Huberta Parry’ego. W październiku 2019 pojawił się w filmie dokumentalnym o przyszłym panowaniu księcia Wilhelma.
12 listopada 2019 opublikował swój pierwszy post na Instagramie.
W styczniu 2020 zaprezentowano drugi oficjalny portret przedstawicieli czterech generacji rodziny królewskiej, na którym znalazł się m.in. Karol. W maju 2024 został zaprezentowany jego pierwszy portret jako króla, który namalował Jonathan Yeo.
Wraz z objęciem tronu zaprzestał udzielania wywiadów mediom.
Został sportretowany w serialu biograficznym Netfliksa The Crown; w postać Karola wcielili się Josh O’Connor, Dominic West.

### Patronaty
Jest patronem ponad 400 organizacji na terenie Wielkiej Brytanii i Wspólnoty Narodów. Do najważniejszych należą:
- British Council – wicepatron od kwietnia 1984[178];
- British Red Cross Society – prezes od 2003[179];
- Marie Curie – patron od 2003[180];
- Royal Academy of Culinary Arts – patron od lutego 1999[181];
- Scottish Ballett – patron od 2009[182];
- The British Film Institute – patron od 1979[183];
- The Royal Opera – patron od 1975[184];
- The Royal Opera House – patron od 2009[185];
- The Royal Television Society – patron od 1997[186];
  - Fundusz Stypendialny Królowej Elżbiety[187].

### Oczekiwanie na objęcie tronu
Był najstarszym następcą tronu w dziejach brytyjskiego królestwa i najdłużej oczekiwał na objęcie tronu — w chwili objęcia tronu miał 73 lata i był najstarszym brytyjskim monarchą w historii rozpoczynającym swoje panowanie. Już w 2013 pobił rekord Wilhelma IV, który w momencie wstępowania na brytyjski tron w 1830 miał 64 lata, 10 miesięcy i pięć dni.
Prasa od lat 2000. spekulowała o możlwej abdykacji przez królową Elżbietę II, jednak rzecznicy rodziny królewskiej nie podjęli tego tematu. Do abdykacji nie doszło, a Karol objął tron po śmierci królowej Elżbiety II.
W 2018 wszystkie kraje członkowskie zatwierdziły księcia Walii jako przyszłego zwierzchnika Wspólnoty Narodów.

### Inne wydarzenia

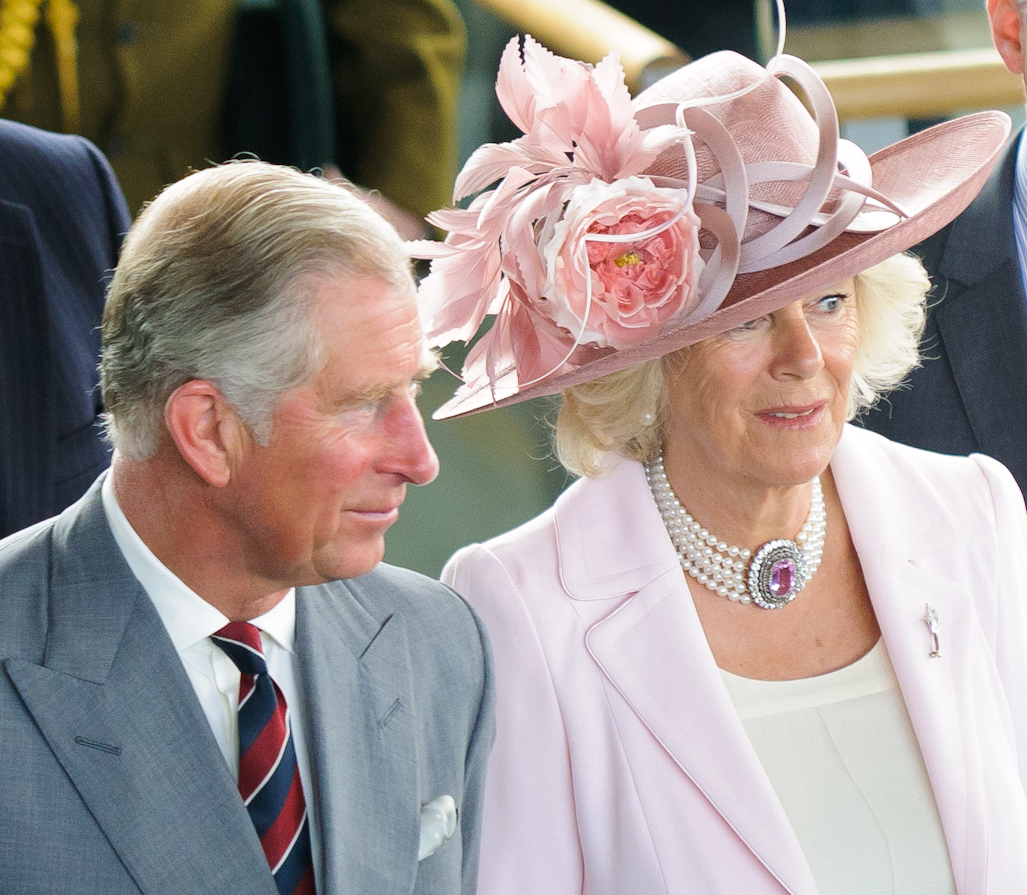
Karol i Kamila na oficjalnym otwarciu Parlamentu Walijskiego w Cardiff (2011)

W październiku 1967 po raz pierwszy uczestniczył w otwarciu obrad parlamentu, co powtórzył dwa lata później. W 1970 po raz pierwszy uczestniczył w posiedzeniu Tajnej Rady. W 2013 zasiadł obok królowej Elżbiety II podczas ceremonii czytania przez nią programu rządu w parlamencie. Później zastąpił matkę na konferencji państw Wspólnoty Narodów w Kolombo. 10 maja 2022, jako następca tronu, w towarzystwie syna Wilhelma i żony Kamili po raz pierwszy w historii Zjednoczonego Królestwa wygłosił mowę tronową podczas otwarcia nowej sesji brytyjskiego parlamentu, zastępując królową Elżbietę II.
W lipcu 1969 towarzyszył królowej Elżbiecie II podczas oficjalnej wizyty prezydenta Finlandii Urho Kekkonena w Londynie i wziął udział w lunchu wydanym na cześć Zajida ibn Sultana Al Nahajjana, władcy Abu Zabi. W listopadzie tego samego roku przemówił na uroczystości w Londynie z okazji 100. rocznicy urodzin Mahatmy Gandhiego. W 1981 poprowadził – jako gość honorowy – wykład w William and Mary College w Williamsburgu. W grudniu 1982 przemówił jako prezes Brytyjskiego Stowarzyszenia Medycznego na uroczystości z okazji 150-lecia organizacji. W październiku 1993 zorganizował „Wieczór Williama Szekspira” w Pałacu Buckingham, a w sierpniu 1994 otworzył Szekspirowską Szkołę Księcia Walii.
W czerwcu 1972 uczestniczył w pogrzebie króla Edwarda VIII. 8 kwietnia 2002 wziął udział w Czuwaniu Książąt przy trumnie swojej babki, Elżbiety, królowej matki.
W maju 2018 odprowadził do ołtarza Meghan Markle, która brała ślub z jego synem, księciem Henrykiem. Ojciec aktorki, który miał pełnić tę funkcję, zrezygnował na kilka godzin przed ślubem, tłumacząc się nagłą chorobą kardiologiczną.
W 2019 nie dopuścił do służbowego wyjazdu do Bahrajnu swojego młodszego brata, księcia Andrzeja, który mierzył się z medialną krytyką po udzieleniu szeroko komentowanego wywiadu w programie Newsnight w BBC o swoich powiązaniach z przestępcą seksualnym Jeffreyem Epsteinem. Po ogłoszeniu w styczniu 2020 przez księcia i księżną Sussexu zamiaru wycofania się z pełnienia oficjalnych obowiązków w rodzinie królewskiej i przeprowadzki do Ameryki Północnej wziął udział w dyskusjach z synem, królową i księciem Wilhelmem co do warunków, na jakich para książęca opuści rodzinę królewską.
W 2022 reprezentował matkę podczas uroczystości obchodów 70-lecia panowania królowej na brytyjskim tronie, m.in. uczestniczył w dziękczynnym nabożeństwie w katedrze św. Pawła i w jubileuszowym paradzie.

## Król Zjednoczonego Królestwa

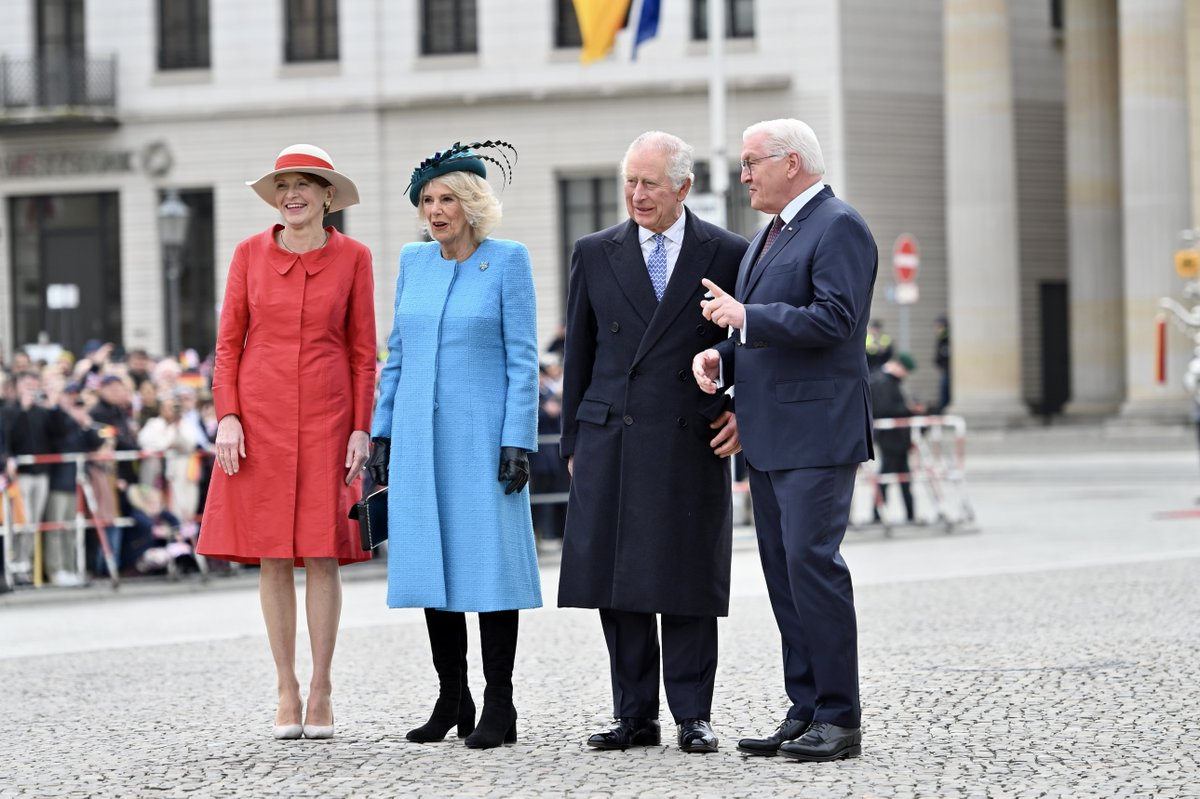
Karol III i Kamila z niemiecką parą prezydencką: Frankiem-Walterem Steinmeierem i Elke Büdenbender przed Bramą Brandenburską w Berlinie (2023)

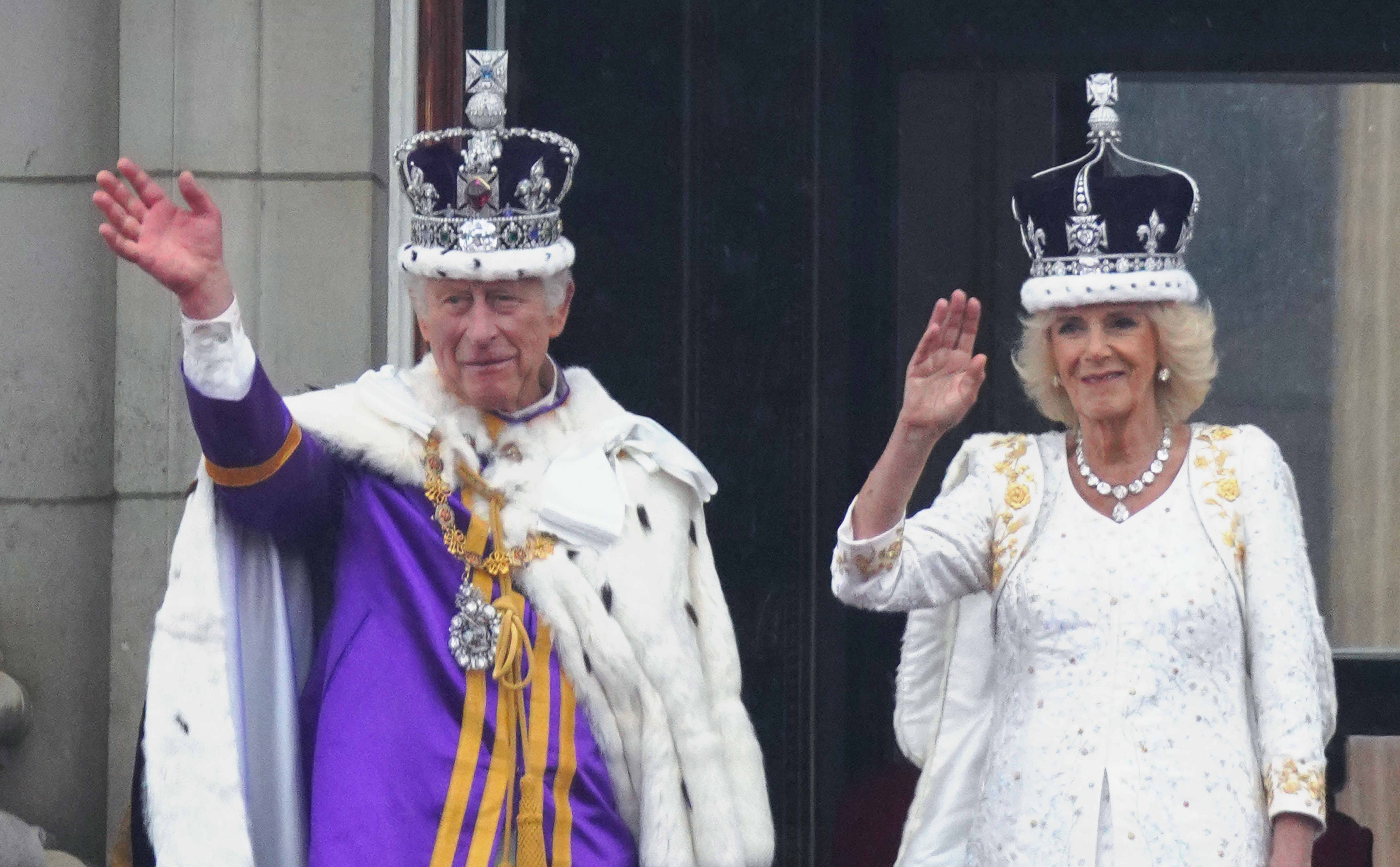
Król Karol III wraz z królową Kamilą w dniu koronacji, pozdrawiający poddanych z balkonu pałacu Buckingham (2023)

8 września 2022 w godzinach porannych odwiedził królową Elżbietę II w szkockiej rezydencji Balmoral. Przez kolejne kilka godzin przebywał w swojej posiadłości Birkhall, a w ponownej drodze do posiadłości w Balmoral dowiedział się o śmierci matki. Wówczas został kolejnym królem Zjednoczonego Królestwa i monarchą w 14 innych krajach, co zostało potwierdzone następnego dnia na specjalnym zgromadzeniu w Pałacu Świętego Jakuba. Został także przewodniczącym Wspólnoty Narodów. Wraz z objęciem tronu mógł wybrać jedno ze swoich imion jako imię na okres panowania; przyjął imię Karol III, czym rozwiał obecne od 2005 wątpliwości, jakoby miał przyjąć imię Jerzy VII na cześć swojego dziadka i tym samym uniknąć skojarzeń z kontrowersyjnymi królami z rodu Stuartów noszącymi imię Karol. Tego wieczoru wydał swoje pierwsze oświadczenie jako król. Jego osobistym sekretarzem został sir Clive Alderton, który pracował dla niego od 2015. Zastępcą Aldertona został Chris Fitzgerland. Sekretarzem prasowym Karola III został Tobyn Andrea.
Wraz ze śmiercią królowej Elżbiety II przejął po niej stanowisko naczelnego zwierzchnika Kościoła Anglii. 9 września 2022 przyjął na pierwszej audiencji premier Liz Truss i wygłosił swoje pierwsze orędzie do narodu, w którym przekazał: „Przez całe swoje życie Jej Wysokość królowa (…) była natchnieniem i przykładem dla mnie i całej mojej rodziny, i zawdzięczamy jej najlepsze z tego, co jakakolwiek rodzina
może zawdzięczać matce. Królowa Elżbieta II dobrze przeżyła swoje życie; było ono spełnioną obietnicą i opłakujemy ją z najgłębszym żalem po jej odejściu. Tę obietnicę życiowej służby ponawiam dziś wobec was wszystkich. (…) Droga mamo, gdy rozpoczynasz swą ostatnią wielką
podróż, (…) chcę ci po prostu podziękować. Dziękuję ci za twoją miłość i oddanie dla naszej rodziny oraz rodziny narodów, którym służyłaś tak sumiennie przez te wszystkie lata”. W tym samym przemówieniu ogłosił, że książę i księżna Cambridge zostali księciem i księżną Walii, a także złożył wyrazy szacunku swojej żonie oraz wyraził miłość do księcia Henryka i księżnej Meghan. Następnego dnia w pałacu św. Jakuba w Londynie Rada Akcesyjna w obecności księcia Walii Wilhelma, królowej małżonki Kamili oraz urzędującej premier i byłych premierów został formalnie ogłoszony królem Zjednoczonego Królestwa. 12 września przemówił do członków obu izb Parlamentu i wystąpił w parlamencie szkockim.
Niespełna miesiąc po śmierci Elżbiety II gotowy był królewski monogram, CIIIR (Charles III Rex), który trafił na skrzynki pocztowe, mundury wojskowe i oficjalne dokumenty. W grudniu 2022 do obiegu trafiły monety z wizerunkiem Karola III zwróconego profilem w lewo.
25 października 2022 przyjął na audiencji Rishiego Sunaka, powierzając mu misję stworzenia gabinetu. 25 grudnia 2022 wygłosił swoje pierwsze telewizyjne przemówienie świąteczne. 29 marca 2023 wraz z Kamilą rozpoczął trzydniową wizytę państwową w Niemczech, która była jego pierwszą zagraniczną wizytą jako brytyjskiego monarchy. W trakcie pobytu w kraju wygłosił, jako pierwszy brytyjski monarcha, niemieckojęzyczne przemówienie w Bundestadzie.
6 maja 2023 został koronowany na króla Zjednoczonego Królestwa podczas ceremonii w Opactwie Westminsterskim, będącej 40. tego typu uroczystością w historii Opactwa. Przygotowywał się do koronacji w ramach operacji „Golden Orb” (Złote Jabłko Królewskie), która opisywała wszelkie aktywności związane z uroczystością. W lipcu odwiedził Szkocję, gdzie odebrał szkockie klejnoty koronne, tzw. Honory Szkocji.
W czerwcu 2023 wraz z brytyjskim rządem zainicjował projekt „Astra Carta” mający na celu podjęcie działań na rzecz zrównoważonego rynku przemysłu kosmicznego. We wrześniu złożył wizytę we Francji, gdzie spotkał się z pierwszą parą, Emmanuelem i Brigitte Macronami, i przemówił w języku francuskim w parlamencie, gdzie zapewnił zgromadzonych: „Wielka Brytania zawsze pozostanie jednym z najbliższych sojuszników i najlepszych przyjaciół Francji”.
7 listopada 2023 po raz pierwszy w roli brytyjskiego monarchy otworzył sesję parlamentu, wygłaszając z tej okazji mowę tronową. W tym samym miesiącu złożył oficjalną wizytę w Kenii i zainicjował akcję dobroczynną „Coronation Food Project” obejmującą plany wydawania posiłków rocznie osobom w trudnej sytuacji życiowej. 5 lipca 2024 przyjął na audiencji Keira Starmera, powierzając mu misję stworzenia gabinetu. 27 stycznia 2025 po raz pierwszy jako król złożył wizytę w Polsce – najpierw pojechał do Krakowa, gdzie m.in. odwiedził Centrum Społeczności Żydowskiej na Kazimierzu, które powstało z jego inicjatywy i które osobiście otworzył w 2008 jako książę Walii, oraz spotkał się z prezydentem miasta Aleksandrem Miszalskim i reprezentantami społeczności żydowskiej, a następnie wziął udział w uroczystościach z okazji 80. rocznicy wyzwolenia obozu koncentracyjnego Auschwitz-Birkenau zorganizowanych na terenie tego obozu.
Po objęciu tronu przejął po ojcu obowiązki strażnika Wielkiego Parku Windsorskiego, czyli królewskich terenów łowieckich. Odkąd jest królem, mieszka w Pałac Buckingham, jego rezydencjami od 2023 są także: [[zamek
w Windsorze]] i Sandringham House, Clarence House i Highgrove oraz Birkhall, zamek Balmoral, pałac Holyroodhouse, Dumfries House i zamek Mey w Szkocji. Pozostaje właścicielem gospodarstwa wiejskiego w Viscri w Siedmiogrodzie i farmy w Llwynywermod.

## Życie prywatne

### Związek z Kamilą Parker Bowles
Stan cywilny księcia Karola od początku był tematem zainteresowania mediów. W 1972 poznał Kamilę Shand, której został przedstawiony przez wspólną znajomą, Lucię Santa Cruz, córkę ambasadora Chile w Wielkiej Brytanii. Kamila zrobiła na nim wrażenie swoją erudycją, inteligencją, poczuciem humoru, taktem, opanowaniem i nienagannymi manierami. Po 18 miesiącach przyjaźni ich relacja przerodziła się w związek. W grudniu 1972 para się rozstała, a w lipcu 1973 Kamila wyszła za Andrew Parker Bowlesa, który wcześniej spotykał się z księżniczką Anną, siostrą Karola. Mimo rozstania pozostawali w bliskich relacjach, a Karol polegał na radach Kamili w kwestiach uczuciowych. Jesienią 1979 odnowił romans z Kamilą, w której znalazł pocieszenie po zamachu terrorystycznym na jego ulubionego wuja, lorda Louisa Mountbattena. Romans pary trwał do 1981, choć książę utrzymywał, że z Kamilą łączy go jedynie przyjaźń. Miał prosić Kamilę o rozwód z mężem, na co Parker-Bowles się nie zgodziła, a zamiast tego zaoferowała się do znalezienia mu odpowiedniej, młodej kandydatki na żonę. Zachęcała Karola do małżeństwa z Dianą Spencer, a w licznych różnicach w ich usposobieniu i zainteresowaniach upatrywała szansy na utrzymywanie bliskich relacji z księciem.

### Małżeństwo z Dianą Spencer
W latach 1977–1978 przez kilka miesięcy był związany z lady Sarą Spencer. W grudniu 1977, odwiedzając ją w rodzinnej rezydencji Spencerów w Althorp, poznał jej młodszą siostrę, wówczas 16-letnią lady Dianę Spencer.
Uprzednio niechętny ustatkowaniu się i założeniu rodziny, po zamachu terrorystycznym na lorda Louisa Mountbattena w sierpniu 1979 zmienił podejście do ożenku i uświadomił sobie, że jego najważniejszym obowiązkiem jako następcy tronu jest zapewnić przyszłość rodzinie królewskiej. Znalazł się także pod presją Pałacu Buckingham, mediów i opinii publicznej, bo – mimo 32 lat – nadal nie miał ani żony, ani potomka męskiego, który mógłby odziedziczyć po nim tron. Wówczas rozpoczął poszukiwanie żony, jednak potencjalne kandydatki zostały wyeliminowane ze względu na brak królewskiego pochodzenia (Lucia Santa Cruz, modelka Fiona Watson, aktorka Susan George), nieodpowiednią religię (katoliczka Maria Astrid Luksemburska, serbsko-prawosławna Margarita z Karadźordźewiczów), brak zainteresowania ze strony Karola (Patricia Nixon, Anna Wallace) bądź rodzinne dramaty (śmierć dziadka Amandy Knatchull), a niektóre z kandydatek na księżną Walii poślubiły innych mężczyzn (Lady Sarah Spencer, Penelopa Eastwood). Wobec braku spełniających kryteria panien Pałac Buckingham uznał Dianę Spencer – anglikankę, dziewicę, wysoko urodzoną, ale też młodą, ładną, zdrową oraz skromną i nieśmiałą – za idealną kandydatkę na księżną Walii. Pospieszany przez ojca, 6 lutego 1981 na zamku w Windsorze oświadczył się Dianie, co ogłoszono publicznie 24 lutego. Gdy w wywiadzie zaręczynowym udzielonym telewizji BBC dziennikarz zadał pytanie: Czy jesteście w sobie zakochani?, to Diana odpowiedziała bez zastanowienia: Oczywiście!, a Karol: Cokolwiek to znaczy…, powodując szereg spekulacji na temat szczerości jego uczuć do narzeczonej.
Na dwa dni przed ślubem udzielił wywiadu telewizyjnego, w którym zapewnił, że „nie może się już doczekać”. 29 lipca 1981 zawarł z Dianą związek małżeński w obrządku anglikańskim w katedrze św. Pawła w Londynie. Ceremonii przewodniczył arcybiskup Canterbury, Robert Runcie. Drużbami Karola byli jego bracia: książęta Andrzej i Edward, a drugim świadkiem pana młodego był Harry Williams. W uroczystościach uczestniczyło ok. 3,5 tys. gości, a jej koszt przekroczył 48 mln funtów, stając się wówczas największym wydarzeniem w dziejach Anglii. Do Londynu nie przyleciał m.in. król Hiszpanii Jan Karol I, który swoją nieobecność tłumaczył sporem z Wielką Brytanią o Gibraltar. Po ślubie małżonkowie udali się na przyjęcie w Pałacu Buckingham, a następnego dnia pojawili się ze swoimi rodzinami na balkonie królewskim. Po ślubie udali się do rezydencji Broadlands, dawnej posiadłości Louisa Mountbattena w hrabstwie Hampshire, gdzie spędzili pierwsze trzy noce podróży poślubnej. 1 sierpnia ruszyli w 15-dniowy rejs po Morzu Śródziemnym na pokładzie HMY Britannia, a od drugiej połowy sierpnia do października przebywali z rodziną królewską na zamku Balmoral w Szkocji.
Związek Karola i Diany od początku był w centrum zainteresowania mediów brytyjskich i światowych. Pojawiały się doniesienia, że 32-letni książę Walii zdecydował się na małżeństwo pod przymusem i z rozsądku. Mówiono też, że Karol utrzymywał intymne relacje z Kamilą Parker Bowles, m.in. ponoć spędził z nią wieczór kawalerski. Karol w 1994 oświadczył publicznie, że nigdy nie kochał Diany, a do ślubu zmusił go ojciec.
5 listopada 1981 Pałac Buckingham oświadczył, że książę i księżna Walii spodziewają się narodzin swojego pierwszego dziecka. 21 czerwca 1982 w St. Mary’s Hospital w Londynie Diana urodziła syna i przyszłego następcę brytyjskiego tronu, który otrzymał imiona Wilhelm Artur Filip Ludwik. Para książęca zaprezentowała swoje dziecko poddanym na schodach szpitala. W tym okresie pogłębiał się kryzys w ich małżeństwie. 13 lutego 1984 rodzina królewska poinformowała o drugiej ciąży księżnej Walii. 15 września w St. Mary’s Hospital w Londynie urodziła drugiego syna, który otrzymał imiona Henryk Karol Albert Dawid i zajął trzecie miejsce w linii sukcesji, za ojcem i starszym bratem. Karol został pierwszym brytyjskim księciem w historii, który był obecny przy narodzinach swojego dziecka. Kilka godzin po porodzie żony udał się na mecz polo w Windsor Great Parku, co pogłębiło kryzys w jego małżeństwie, który narastał również w kolejnych latach. Przyczyniła się do tego różnica wieku między małżonkami, zaburzenia psychiczne księżnej (bulimia i depresja poporodowa), utrzymujący się romans Karola z Kamilą Parker-Bowles (odnowili relację w 1986 i potajemnie spotykali się w rezydencji Highgrove) oraz wieloletnia relacja Diany z nauczycielem jazdy konnej Jamesem Hewittem.
9 grudnia 1992 brytyjski premier John Major ogłosił separację księcia i księżnej Walii. W odczytanym przez premiera oświadczeniu zapewniono: Ich Królewskie Wysokości nie planują rozwodu i ich konstytucyjne pozycje pozostają niezachwiane. Decyzję podjęli polubownie. Oboje chcą nadal w pełni uczestniczyć w wychowywaniu swych dzieci. Ich Królewskie Wysokości będą nadal wypełniać swoje indywidualne obowiązku publiczne, a od czasu do czasu będą wspólnie uczestniczyć w rodzinnych lub narodowych uroczystościach. Królowa i książę Edynburga, chociaż zmartwieni, rozumieją i czują trudności, które doprowadziły do tej decyzji. Jej Majestat i Jego Królewska Wysokość mają nadzieję, że teraz ustaną ingerencje w prywatność księcia i księżnej. Wierzą, że pewien stopień prywatności i zrozumienia jest ważny, by Ich Królewskie Wysokości mogły zapewnić szczęśliwe i bezpieczne wychowanie swym dzieciom, kontynuując jednocześnie wypełnianie, z całym sercem i poświęceniem, publicznych obowiązków. Major zapewnił także o tym, że separacja Karola i Diany nie zmienia zasad sukcesji tronu. W tym samym roku, który królowa Elżbiera II określiła jako annus horribilis (pol. straszny rok), swoje rozwody ogłosili również książę Andrzej (brat Karola) i księżniczka Anna (siostra Karola). 12 stycznia 1993 magazyn „People” ujawnił treść nieprzyzwoitej rozmowy telefonicznej Karola i Kamili Parker Bowles, którą to nagrały tajne służby bezpieczeństwa. Skandal, określony przez prasę jako Camillagate, wpłynął negatywnie na medialny wizerunek księcia, który pozostawał mężem Diany. W czerwcu 1993 ukazała się książka Andrew Mortona pt. „Diana: prawdziwa historia”, w której księżna Walii ujawniła szczegóły relacji z Karolem, w tym jego zdrady z Kamilą. W odpowiedzi na zarzuty umieszczone w książce (a wcześniej przedrukowane w tabloidach) w „Sunday Times” ukazał się artykuł zawierający fragmenty rozmów z powiernikami Karola, m.in. z Patricią Brabourne, królem Konstantynem Wielkim oraz Nortonem i Penny Romseyami. Podobny tekst został później opublikowany w gazecie „Today”. Tuż przed premierą biografii przedstawiciele Pałacu Buckingham przygotowali oświadczenie, w którym uznali, że książka Mortona jest „nieścisła” i „wypacza fakty do tego stopnia, iż można to nazwać fabrykacją”, a także podkreślili, że książę i księżna Walii „wyrażają żal z powodu publikacji, która zniszczy ich życie rodzinne i utrudni wykonywanie przez nich (…) obowiązków publicznych”; treść komunikatu nie została zaakceptowana przez Dianę. 29 czerwca 1994 premierę w stacji telewizyjnej ITV miał film biograficzny Karol: prywatny człowiek, publiczna rola (Charles: The Private Man, The Public Role) zawierający m.in. fragmenty rozmów księcia z Jonathanem Dimbleby’em, któremu m.in. przyznał się do zdradzania Diany z Kamilą od ok. 1986, a także wyznał, że nigdy nie kochał żony. Dwuipółgodzinna rozmowa, którą obejrzało ponad 14 mln widzów, wzbudziła szerokie zainteresowanie w Wielkiej Brytanii i na świecie. W grudniu tego samego roku w sprzedaży ukazała się książka biograficzna Karola, w której Jonathan Dimbleby zawarł wypowiedzi księcia z jego telewizyjnego wywiadu oraz ujawnił więcej szczegółów związku Karola z Kamilą . 14 listopada 1995, tj. w dniu urodzin księcia Karola, telewizja BBC wyemitowała program Panorama zawierający godzinny fragment rozmowy Diany z Martinem Bashirem, któremu księżna m.in. zwierzyła się publicznie ze swoich problemów małżeńskich, skomentowała związek Karola i Kamilli, przyznała się do romansu z Jamesem Hewittem i podważyła kompetencje Karola do sprawowania królewskiej władzy. W styczniu 1995 Kamila i Andrew Parkerowie-Bowlesowie wzięli rozwód, a 28 sierpnia 1996 moc prawną uzyskał rozwód Karola i Diany. Również w 1996 zdjęcie ślubne Diany i Karola znalazło się na plakacie akcji społecznej organizowanej przez British Safety Council, której celem było promowanie bezpiecznych stosunków seksualnych z użyciem prezerwatywy. Po interwencji pałacu reklamę usunięto.
31 sierpnia 1997 księżna Walii zginęła w wypadku samochodowym w Paryżu. Książę Karol poleciał do Paryża i wrócił do Wielkiej Brytanii razem z trumną z ciałem byłej żony. Rodzina królewska uczestniczyła w państwowym pogrzebie Diany, który odbył się 6 września w Opactwie Westminsterskim. Na czele orszaku pogrzebowego, razem z Karolem, poszli: książęta Wilhelm i Henryk (synowie), książę Filip (ojciec Karola) i hrabia Spencer (brat Diany). Zgodnie z doniesieniami biografów, Karol nigdy nie odwiedził grobu żony na wyspie w posiadłości Althorp.
22 lipca 2013 urodził się pierwszy wnuk Karola, znajdujący się w bezpośredniej kolejce do brytyjskiego tronu, książę Jerzy Aleksander Ludwik z Cambridge, syn księcia Wilhelma i jego żony, księżnej Katarzyny.

### Małżeństwo z Kamilą Parker Bowles
Książę Walii kontynuował znajomość z Kamilą, która zaczęła towarzyszyć mu w oficjalnych wystąpieniach – po raz pierwszy w styczniu 1999 w Hotelu Ritz w Londynie, gdzie wzięli udział w przyjęciu urodzinowym. W 2000 udali się razem do Szkocji, gdzie wypełniali obowiązki w imieniu monarchy. Od 2004 występują wspólnie w czasie pełnienia wszystkich jego publicznych obowiązków.
10 lutego 2005 Clarence House ogłosił zaręczyny księcia Walii z Parker Bowles, która otrzymała pierścionek zaręczynowy należący wcześniej do królowej matki Elżbiety. Para zdecydowała się na ślub cywilny, ponieważ narzeczona była rozwódką, a narzeczony – jako przyszły monarcha – miał zostać głową Kościoła Anglii. Planowana ceremonia zyskała aprobatę honorowego zwierzchnika Kościoła Anglii, arcybiskupa Canterbury Rowana Williamsa, który w oświadczeniu stwierdził, że „ustalenia te [dotyczące ślubu] mają moje silne poparcie i są zgodne z wytycznymi Kościoła dotyczącymi ponownego małżeństwa, które książę Walii w pełni akceptuje jako zaangażowany anglikanin i przyszły Najwyższy Gubernator Kościoła Anglii”. W czerwcu 2004 były arcybiskup Canterbury George Leonard Carey w wywiadzie prasowym powiedział, że Kościół zaakceptowałby małżeństwo Karola i Kamili, oraz dodał: „[Karol] jest następcą tronu i kocha ją. Naturalną rzeczą jest to, że powinien ją poślubić”. Początkowo chciano zorganizować ceremonię 8 kwietnia w zamku w Windsorze, jednak na cztery dni przed tym terminem plany zostały jednak zmienione, ponieważ tego samego dnia w Watykanie odbywał się pogrzeb papieża Jana Pawła II – Karol miał brać w nim udział jako reprezentant królowej. Zrezygnowano również z lokalizacji w zamku, ponieważ oznaczałoby to, że przez kolejny rok każda para mogłaby wziąć ślub w siedzibie monarchy. Królowa Elżbieta II wyraziła zgodę na ślub 2 marca, czyniąc małżeństwo dynastycznym. Karol i Kamila zawarli związek małżeński 9 kwietnia 2005 w XVII-wiecznym budynku Windsor Guildhall w Windsorze w hrabstwie Berkshire o godzinie 12:30. Przyszli małżonkowie pojawili się w budynku ok. 12:25, wspólnie podjeżdżając pod niego Rolls-Royce’em Phantomem VI. Na ok. dwie godziny przed ślubem wzdłuż trasy przejazdu zgromadziło się kilka tysięcy ludzi, chcących zobaczyć nową parę książęcą. Karol i Kamila zostali uznani za małżonków przez lokalną urzędniczkę stanu cywilnego Clair Williams podczas prywatnej, nietransmitowanej przez media, 20-minutowej ceremonii w obecności zaledwie 28 gości (zabrakło wśród nich rodziców Karola: królowej Elżbiety II i księcia Edynburga Filipa). Świadkami na ślubie byli najstarsi synowie pary z poprzednich małżeństw, książę Wilhelm i Tom Parker Bowles. Obrączki ślubne państwa młodych, za których przekazanie odpowiadał książę Wilhelm, były wykonane z walijskiego złota.
Po ceremonii ślubnej małżonkowie wzięli udział w 45-minutowym, transmitowanym przez telewizję, nabożeństwie w kaplicy św. Jerzego zamku w Windsorze, które poprowadził arcybiskup Canterbury Rowan Williams. Podczas trwającego w ramach liturgii błogosławieństwa nowożeńcy uklękli i odczytali z Modlitewnika Powszechnego 1662 słowa zawierające wyznanie „rozmaitych grzechów i niegodziwości”. W nabożeństwie uczestniczyło ok. 800 gości, w tym rodzina (obecni była królowa Elżbieta II z mężem, księciem Filipem) i przyjaciele pary oraz liczne osobistości, m.in. premier Wielkiej Brytanii Tony Blair i celebryci: Rowan Atkinson, Phil Collins, Kenneth Branagh, Joanna Lumley, Richard E. Grant, Jools Holland i Stephen Fry. Gościem nabożeństwa był także pierwszy mąż Kamili, Andrew Parker Bowles. Ostatnim punktem dnia ślubu było popołudniowe przyjęcie na zamku w Windsorze. Po ślubie Karol i Kamila pojechali na miesiąc miodowy do rezydencji królewskiej Birkhall, stanowiącej część posiadłości Balmoral.

## Kontrowersje
W 2015 przyjaciel księcia, biskup Peter Ball został skazany za molestowanie seksualne nastolatków i młodych mężczyzn. Karol komentował sprawę publicznie, m.in. przyznając, że żałuje, iż zaufał Ballowi, gdy ten zaprzeczył oskarżeniom, które pojawiały się w mediach. Oficjalne oświadczenie wydał 6 czerwca 2018.

## Zdrowie
25 marca 2020 rzecznik Clarence House poinformował, że u księcia Walii rozpoznano zakażenie wirusem SARS-CoV-2. Karol miał łagodne objawy infekcji dróg oddechowych w czasie pobytu w Szkocji. Nie ustalono, od kogo książę się zaraził, ponieważ w dniach poprzedzających diagnozę brał udział w wielu oficjalnych spotkaniach, w tym z Albertem II, księciem Monako, który także zachorował. Test księżnej Kornwalii miał ujemny wynik. 26 marca oświadczono, że książę kontynuuje swoją pracę w domu, a objawy jego choroby są łagodne. 30 marca Karol zakończył okres izolacji, a 1 kwietnia opublikował nagraną przez siebie wiadomość, w której opowiadał o swoich doświadczeniach z chorobą i wyraził wsparcie dla pracowników brytyjskiej ochrony zdrowia.
5 lutego 2024 roku w oficjalnym komunikacie poinformowano, że u króla Karola III zdiagnozowano raka. Chorobę wykryto podczas pobytu króla w szpitalu w dniach 26–29 stycznia, do którego trafił w związku z powiększoną prostatą. Nie ujawniono publicznie, jakiego typu jest rak.

## Spuścizna
Jego imię nosi jego wnuk, książę Ludwik Artur Karol z Walii.
Kanadyjska Wyspa Księcia Karola nazwana jest na jego cześć.

## Genealogia

### Przodkowie
| Osoba                                   | Rodzice                                      | Dziadkowie                                | Pradziadkowie                                        | Prapradziadkowie                                                                     |
| --------------------------------------- | -------------------------------------------- | ----------------------------------------- | ---------------------------------------------------- | ------------------------------------------------------------------------------------ |
| Karol III, król Zjednoczonego Królestwa | Filip, książę Edynburga                      | Andrzej, książę Grecji i Danii            | Jerzy I, król Hellenów                               | Chrystian IX, książę Szlezwiku-Holsztynu, król Danii oraz książę Saksonii-Lauenburga |
| Karol III, król Zjednoczonego Królestwa | Filip, książę Edynburga                      | Andrzej, książę Grecji i Danii            | Jerzy I, król Hellenów                               | Luiza, księżniczka Hesji-Kassel, królowa Danii                                       |
| Karol III, król Zjednoczonego Królestwa | Filip, książę Edynburga                      | Andrzej, książę Grecji i Danii            | Olga, królowa Grecji, wielka księżna Rosji           | Konstanty Romanow, wielki książę Rosji                                               |
| Karol III, król Zjednoczonego Królestwa | Filip, książę Edynburga                      | Andrzej, książę Grecji i Danii            | Olga, królowa Grecji, wielka księżna Rosji           | Aleksandra z Saksonii-Altenburga                                                     |
| Karol III, król Zjednoczonego Królestwa | Filip, książę Edynburga                      | Alicja, księżna Grecji i Danii            | Ludwik Mountbatten, 1. markiz Milford Haven          | Aleksander z Hesji-Darmstadt, książę Hesji i Renu                                    |
| Karol III, król Zjednoczonego Królestwa | Filip, książę Edynburga                      | Alicja, księżna Grecji i Danii            | Ludwik Mountbatten, 1. markiz Milford Haven          | Julia Hauke herbu Bosak                                                              |
| Karol III, król Zjednoczonego Królestwa | Filip, książę Edynburga                      | Alicja, księżna Grecji i Danii            | Wiktoria, markiza Milford Haven                      | Ludwik IV, wielki książę Hesji                                                       |
| Karol III, król Zjednoczonego Królestwa | Filip, książę Edynburga                      | Alicja, księżna Grecji i Danii            | Wiktoria, markiza Milford Haven                      | Alicja Koburg, księżniczka Zjednoczonego Królestwa, wielka księżna Hesji i Renu      |
| Karol III, król Zjednoczonego Królestwa | Elżbieta II, królowa Zjednoczonego Królestwa | Jerzy VI, król Zjednoczonego Królestwa    | Jerzy V, król Zjednoczonego Królestwa                | Edward VII, król Zjednoczonego Królestwa                                             |
| Karol III, król Zjednoczonego Królestwa | Elżbieta II, królowa Zjednoczonego Królestwa | Jerzy VI, król Zjednoczonego Królestwa    | Jerzy V, król Zjednoczonego Królestwa                | Aleksandra Duńska, księżniczka Danii i królowa Zjednoczonego Królestwa               |
| Karol III, król Zjednoczonego Królestwa | Elżbieta II, królowa Zjednoczonego Królestwa | Jerzy VI, król Zjednoczonego Królestwa    | Maria, królowa Zjednoczonego Królestwa               | Franciszek Teck, hrabia von Hohenstein, później książę von Teck                      |
| Karol III, król Zjednoczonego Królestwa | Elżbieta II, królowa Zjednoczonego Królestwa | Jerzy VI, król Zjednoczonego Królestwa    | Maria, królowa Zjednoczonego Królestwa               | Maria Adelajda Hanowerska, księżniczka Cambridge, księżna Teck                       |
| Karol III, król Zjednoczonego Królestwa | Elżbieta II, królowa Zjednoczonego Królestwa | Elżbieta, królowa Zjednoczonego Królestwa | Claude Bowes-Lyon, 14. hrabia Strathmore i Kinghorne | Claude Bowes-Lyon, 13. hrabia Strathmore i Kinghorne                                 |
| Karol III, król Zjednoczonego Królestwa | Elżbieta II, królowa Zjednoczonego Królestwa | Elżbieta, królowa Zjednoczonego Królestwa | Claude Bowes-Lyon, 14. hrabia Strathmore i Kinghorne | Frances Bowes-Lyon                                                                   |
| Karol III, król Zjednoczonego Królestwa | Elżbieta II, królowa Zjednoczonego Królestwa | Elżbieta, królowa Zjednoczonego Królestwa | Cecilia Bowes-Lyon, hrabina Strathmore i Kinghorne   | Charles Cavendish-Bentinck                                                           |
| Karol III, król Zjednoczonego Królestwa | Elżbieta II, królowa Zjednoczonego Królestwa | Elżbieta, królowa Zjednoczonego Królestwa | Cecilia Bowes-Lyon, hrabina Strathmore i Kinghorne   | Louisa Cavendish-Bentinck                                                            |

### Potomkowie
| Dzieci                                                          | Wnuki                                 |
| --------------------------------------------------------------- | ------------------------------------- |
| Wilhelm, książę Walii (1982–) ∞ Katarzyna Middleton (ślub 2011) | Książę Jerzy z Walii (2013–)          |
| Wilhelm, książę Walii (1982–) ∞ Katarzyna Middleton (ślub 2011) | Księżniczka Karolina z Walii (2015–)  |
| Wilhelm, książę Walii (1982–) ∞ Katarzyna Middleton (ślub 2011) | Książę Ludwik z Walii (2018–)         |
| Henryk, książę Sussexu (1984–) ∞ Meghan Markle (ślub 2018)      | Książę Archie z Sussexu (2019–)       |
| Henryk, książę Sussexu (1984–) ∞ Meghan Markle (ślub 2018)      | Księżniczka Lilibet z Sussexu (2021–) |

## Tytuły i godności

### Tytuły
- W latach 1948–1952: Jego Królewska Wysokość, Książę Zjednoczonego Królestwa Wielkiej Brytanii i Irlandii Północnej Karol Filip Artur Jerzy z Edynburga;
- W latach 1952–1958: Jego Królewska Wysokość, Książę Kornwalii;
- W latach 1952–2022: Jego Królewska Wysokość Książę Walii, Książę Rothesay, Hrabia Carrick, Baron Renfrew, Lord Wysp/Isles, Książę i Wielki Steward Szkocji[372];
- W latach 2021–2022: Jego Królewska Wysokość Książę Edynburga, Hrabia Merioneth, Baron Greenwich;
- Od 2022: Jego Królewska Mość, Król Zjednoczonego Królestwa.

### Ordery i odznaczenia
Poniższa lista nie zawiera wszystkich odznaczeń. Król jest suwerenem wielu orderów, należą do nich:

- Order Podwiązki (od czerwca 1968)[75]
- Order Ostu
- Rycerz Krzyża Wielkiego Orderu Łaźni
- Order Zasługi
- Order św. Michała i św. Jerzego
- Order Królewski Wiktoriański
- Order Imperium Brytyjskiego
- Order Towarzyszy Honoru
- Order Wybitnej Służby
- Order Australii
- Order Kanady
- Order Nowej Zelandii
- Order Nowozelandzki Zasługi
- Order Służby Królowej (Nowa Zelandia)

oraz inne ordery państw Wspólnoty Narodów, których głową jest monarcha brytyjski
Pozostałe:
- Order Zasługi
- Medal Koronacyjny Królowej Elżbiety II
- Medal Srebrnego Jubileuszu Królowej Elżbiety II
- Medal Złotego Jubileuszu Królowej Elżbiety II
- Medal Diamentowego Jubileuszu Królowej Elżbiety II – 2012
- Canadian Forces Decoration z jedną belką – Kanada
- Queen’s Service Order – Nowa Zelandia
- New Zealand 1990 Commemoration Medal – Nowa Zelandia
- Medal Niepodległości – 1980, Zimbabwe[374]
- Order Słonia – 1974, Dania[375]
- Krzyż Wielki Klasy Specjalnej Orderu Zasługi RFN – 2023, Niemcy[376][377]
- Wielki Order Hibiskusa (Mugunghwa) – 2023, Korea Południowa[378]
- Order Chryzantemy – Wstęga (1971), Kollana (2024); Japonia[379]
- Order Zasługi Republiki Włoskiej I Klasy z Łańcuchem – 2025; Włochy[380]

## Publikacje książkowe o Karolu
- Jonathan Dimbleby, The Prince of Wales. A biography (1994; tytuł polski: Karol Książę Walii. Biografia, przekład Magda Papuzińska, Oficyna Wydawnicza „Rytm” 1997, ISBN 83-86678-68-2);
- Isabelle Rivère, Camilla & Charles (2005; tytuł polski: Kamila i Karol, przekład: Krystyna Szerzyńska-Maćkowiak, Bertelsmann Media Sp. z o.o. – Świat Książki 2005, ISBN 83-247-0053-6);
- Catherine Mayer, Charles. The Heart of a King (tytuł polski: Książę Karol. Serce króla, przekład: Elżbieta Królikowska-Avis, Wydawnictwo Dream Books 2015, ISBN 978-83-6446-032-6).